# غيلبرتو فرنانديز
غيلبرتو فرنانديز (بالإنجليزية: Gilberto Fernandez) هو كاهن كاثوليكي كوبي وأمريكي، ولد في 13 فبراير 1935 في هافانا في كوبا، وتوفي في 30 سبتمبر 2011 في ميامي في الولايات المتحدة.